# Eltz (Luxemburg)
Eltz ist eine Ortschaft in der Gemeinde Redingen/Attert im Nordwesten Luxemburgs.

## Geographie
Eltz liegt auf einem Hügel zwischen den Ortschaften Redingen und Ospern.

## Geschichte
Zwischen 1863 und 1889 wurde in Eltz ein Kalksteinbruch betrieben.